# برتیل اولسون
برتیل اولسون (انگلیسی: Bertil Ohlson; ۲۲ ژانویهٔ ۱۸۹۹ – ۶ سپتامبر ۱۹۷۰) ورزشکار دو و میدانی اهل سوئد بود.